# Раффаеле де Куртен
Раффаеле де Куртен (італ. Raffaele de Courten, 23 вересня 1888, Мілан, Королівство Італія — 23 серпня 1978, Фраскаті, Італія) — італійський військовий і державний діяч часів диктатури фашизму, політик. Один із командувачів італійського флоту під час Другої світової війни. У 1943 році обійняв посаду міністра флоту в уряді П'єтро Бадольйо, а невдовзі очолив Генеральний штаб флоту замість Артуро Ріккарді.  

## Ранні роки і початок кар'єри
Раффаеле де Куртен народився 23 вересня 1888 року в Мілані. По закінченню місцевої середньої школи він у 1906 році вступив до Військово-морської академії в Ліворно, випустившись у 1910 році та розпочавши службу на флоті у званні гардемарина. Надалі ніс службу на броненосцях «Вітторіо Емануеле» та «Бенедетто Брін», брав участь в італійсько-турецькій війні. У 1912 році отримав звання молодшого лейтенанта.
Перед самим початком Першої світової війни Раффаеле де Куртен зацікавився авіацією, що якраз зароджувалася у цей період. 

## Перша світова війна
Після вступу Італії в Першу світову війну, отримавши звання лейтенанта, служив у повітряних силах флоту. 5 серпня 1915 року на дирижаблі «Чітта ді Єзі», яким командував Бруно Брівонезі, вилетів на бомбардування австро-угорської морської бази в Полі. Під час нальоту дирижабль був пошкоджений зенітним вогнем і опустився на поверхню моря. Усіх шістьох членів екіпажу, у тому числі Раффаеле де Куртена, підібрав австро-угорський міноносець. Так він і потрапив у полон, у якому перебував аж до червня 1917 року, допоки його ім'я не опинилося в списках на обмін полонених, після чого повернувся до Італії. За участь у бойових діях Бронзовою медаллю «За військову доблесть».

## Міжвоєнний період
Після закінчення війни командував повітряними силами в Бріндізі. У 1923 році отримав звання капітана III рангу і був переведений до Генерального штабу флоту. Надалі командував ескадрами підводних човнів та есмінців. У 1933 році отримав звання капітана I рангу.
Протягом 1933—1936 року був військовим аташе при посольстві Італії в Німеччині. 
У 1938 році отримав звання контрадмірала та був призначений інспектором підводних сил флоту.

### Друга світова війна

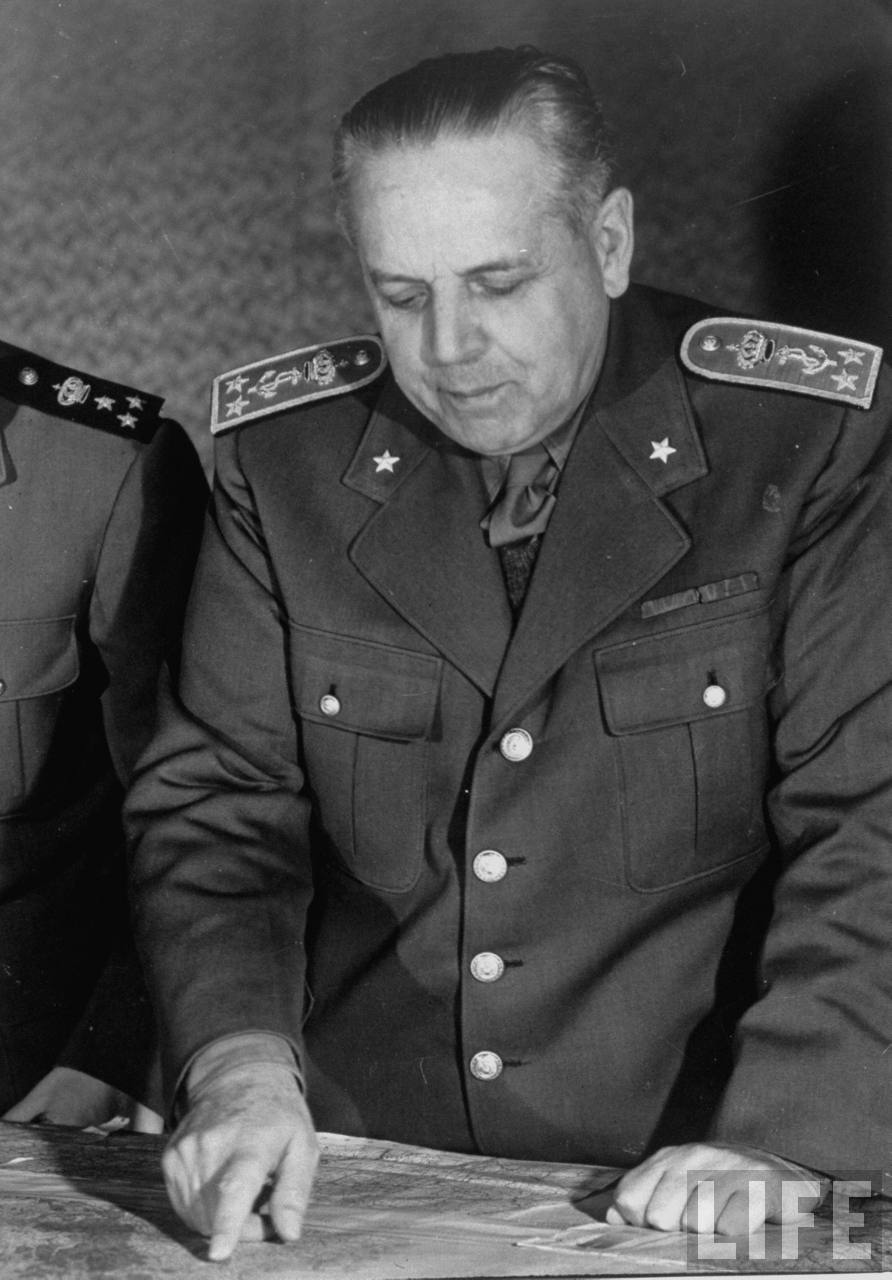
Адмірал ескадри Раффаеле де Куртен під час Другої світової війни

Після вступу Італії у Другу світову війну, у листопаді 1941 року Раффаеле де Куртен отримав звання дивізійного адмірала. З серпня 1941 року по березень 1942 року командував 7-ю дивізією важких крейсерів (флагманський корабель «Дука д'Аоста»), на чолі якої брав участь у першій битві в затоці Сидра у грудні 1941 року, а пізніше здійснював супровід військових конвоїв до Лівії.
З 6 березня 1942 року по 14 березня 1943 року Раффаеле де Куртен командував 8-ю дивізією важких крейсерів (флагманський корабель «Джузеппе Гарібальді»), на чолі якої брав участь у битві в західній частині Середземного моря.
26 липня 1943 року, після повалення Муссоліні, Раффаеле де Куртена призначили міністром флоту в новоствореному уряді маршала П'єтро Бадольйо, а незабаром — і начальником Генерального штабу флоту замість Артуро Ріккарді, якого відправили у відставку, унаслідок чого де Куртен отримав фактично абсолютну владу над військово-морськими силами.
8 серпня 1943 року, за декілька днів після капітуляції Італії, зміг переконати адмірала Карло Бергаміні не затоплювати італійський флот, а прориватись на Мальту. 23 вересня Раффаеле де Куртен зустрівся в Таранто з командувачем флоту союзників адміралом Ендрю Каннінгемом. Під час зустрічі було досягнуто згоди, що італійські кораблі будуть діяти в лавах союзників. Надалі Раффаеле де Куртен був міністром флоту у складі урядів Бономі, Паррі та Де Гаспері.

### Післявоєнний період
Раффаеле де Куртен був міністром флоту до липня 1946 року, а начальником Генерального штабу флоту — до грудня того ж року, після чого подав у відставку на знак протесту проти підписання Паризьких мирних договорів, за якими Італія мала передати частину своїх кораблів флотам союзників (як репарації за збитки, завдані під час війни).
З 1952 по 1959 рік був президентом компанії «Lloyd Triestino di navigazione».
Помер у Фраскаті 23 серпня 1978 року.

## Нагороди
- Бронзова медаль «За військову доблесть»
- Командор Військового ордена Італії
- Кавалер Великого Хреста Ордена «За заслуги перед Італійською Республікою»
- Пам'ятна медаль італійсько-турецької війни 1911—1912
- Пам'ятна медаль Італо-австрійської війни 1915—1918 з чотирма зірками
- Медаль Перемоги
- Медаль «В пам'ять об'єднання Італії»
- Кавалер Савойського військового ордена